# Jaime Barbini
Jaime Barbini Mesa (Tunja, 25 de octubre de 1941-Bogotá, 26 de marzo de 2022) fue un actor y director de cine, teatro y televisión colombiano, reconocido por su aparición en varias producciones nacionales en teatro y televisión.

## Biografía

### Carrera
Nació en Tunja. Fue unos de los fundadores del Teatro Acción de Bogotá y de la Escuela de investigación y experimentación teatral que funciona en Sogamoso, Duitama, Tunja y Villa de Leiva. Este reconocido actor de teatro, cine y televisión, recibió en el año 2006, durante la Semana del Cine Iberoamericano de Madrid (España), el premio a la mejor actuación, por su papel de abuelo en la película Mi abuelo, mi papá y yo. En 2001 fue parte del elenco de la película Bogotá 2016 y en 2013 fue actor en la película Edificio Royal. Su obra de teatro Yagé fue finalista del Premio Casa de las Américas en 1996.

### Problemas de salud
Luego de sufrir un desmayo en su vivienda en noviembre de 2020, el actor debió ser trasladado de urgencia a la Clínica Occidente de la ciudad de Bogotá e internado en una unidad de cuidados intensivos. Allí se confirmó que Barbini había sufrido un derrame cerebral.

## Libros publicados
- El Yagé: tragicomedia de un viaje alucinante, 2015

## Filmografía

### Televisión
- Allá te espero  (2013)
- Escobar, el patrón del mal  (2012)
- El laberinto  (2012)
- Infiltrados  (2011)
- La reina del sur  (2011)
- Amor en custodia  (2009)
- Pura sangre  (2007)
- La ex  (2006)
- Noticias Calientes  (2002)
- ¿Por qué diablos?  (1999)
- Luzbel está de visita  (2001)
- Pandillas,guerra y paz  (2000)
- Yo amo a Paquita Gallego  (1998)
- Cartas de amor  (1997)
- Prisioneros del amor  (1996)
- Crónicas de una generación trágica  (1993)

### Cine
- Shakespeare (2014)
- Un pasaje de Vargas (2013)
- Edificio Royal (2012)
- El escritor de telenovelas  (2011)
- El man, superhéroe nacional  (2009)
- Mi abuelo, mi papá y yo  (2005)
- La toma de la embajada  (2000)
- Amar y Vivir  (1990)